# Лямбда Ориона
Лямбда Ориона (λ Ori / λ Ориона) — двойная звезда 3-й звёздной величины в созвездии Орион. Имеет традиционное имя Меисса или Хека. «Меисса» происходит от арабского «Al-Maisan», что значит «Светящаяся». Изначально этот термин использовался для гаммы Близнецов (Альхена), но ошибочно применялся и к λ Ориона и впоследствии закрепился за ней. Подлинное арабское название звезды — «Al Hakah», первоисточник для названия «Хека», означает «белое пятно», указывая на слабое фоновое свечение у звезды. Также, возможно, созвездие Орион в ранней арабской астрономии видели как чёрную овцу с белым пятном в центре. Индийское название: Мригашира (Mrigashira). Мрига — означает олень. Мригашира также переводится как ищущая звезда.
Звезда входит в состав звёздного скопления Collinder 69.
Главный компонент двойной звезды Меисса является голубым гигантом класса O8III. Её видимая звездная величина 3,39m. Фоновое свечение вызывает второй компонент системы Лямбды Ориона. Более тусклая звезда имеет шестую звёздную величину и отстоит от более яркого компаньона на 4,4 угловой секунды. Она является горячей бело-голубой звездой главной последовательности спектрального класса B0,5 V.